# Eva Segmüller
Eva Segmüller, née le 21 janvier 1932 à Zurich (originaire d'Altstätten), est une personnalité politique suisse, membre du Parti démocrate-chrétien.
Elle est députée du canton de Saint-Gall au Conseil national de fin 1979 à fin 1995 et présidente du Parti démocrate-chrétien de 1987 à 1992. Elle est la première femme à diriger un parti représenté au Conseil fédéral.

## Biographie

### Origines et famille
Eva Segmüller naît Eva Weber le 21 janvier 1932 à Zurich. Elle est originaire d'Altstätten, dans le canton de Saint-Gall. Elle vit quelques années à Baden, dans le canton d'Argovie, puis à Évilard, dans le canton de Berne, jusqu'à son entrée à l'université.
Son père, Ambros Weber, est président d'Évilard pendant quinze ans ; sa mère est née Ida Kurtz.
Elle épouse Gottfried Segmüller, chirurgien de la main, avec qui elle a trois enfants.

### Études et parcours professionnel
Après avoir obtenu sa maturité gymnasiale à Bienne, dans le canton de Berne, elle fait des études de langues et littératures romanes à l'Université de Zurich, études qu'elle interrompt pour suivre son mari aux États-Unis.
Un temps femme au foyer, elle travaille comme secrétaire et traductrice.

### Parcours politique
C'est par les associations féminines qu'elle s'engage en politique, lors des débats sur le suffrage féminin et l'avortement. Elle est à cet égard opposée à la solution des délais et milite en faveur de l'initiative populaire fédérale « Droit à la vie ». Elle est présidente de la Ligue de femmes catholiques de Saint-Gall-Appenzell de 1972 à 1984.
Elle est députée démocrate-chrétienne au Conseil cantonal de Saint-Gall de 1976 à 1980 et conseillère nationale pendant trois législatures, de fin 1979 à fin 1995. Elle préside par ailleurs le Parti-démocrate chrétien de février 1987 à 1992, devenant ainsi la première femme à la tête d'un parti gouvernemental après le retrait par conviction féministe de son concurrent Vital Darbellay.
Au Conseil national, ses sujets de prédilection sont la famille et la santé, qu'elle défend au sein de la Commission de la sécurité sociale et de la santé publique (CSSS), commission qu'elle préside en 1992-1993, et la politique étrangère, au sein de la Commission de politique extérieure (CPE),.
Elle se présente à l'interne de son parti comme candidate au Conseil d'État du canton de Saint-Gall au début 1988, mais elle se voit largement préférer le candidat de l'aile chrétienne sociale Alex Oberholzer (57 voix contre 205).
En 1995, elle fonde l'Association suisse des services d'aide et de soins à domicile (Spitex), dont elle est la première présidente jusqu'en 2002. Elle est vice-présidente de la fondation Gen Suisse de 1991 à 2003.

### Positionnement politique
Elle se déclare au centre de son parti.